# روبن آرثر
روبن آرثر (بالإنجليزية: Reuben Arthur)‏ هو عداء سريع بريطاني، ولد في 12 أكتوبر 1996 في إزلنغتون في المملكة المتحدة.

## وصلات خارجية
- روبن آرثر على موقع الاتحاد الدولي لألعاب القوى (الإنجليزية)
- روبن آرثر على موقع ThePowerOf10.info (الإنجليزية)